# 太鲁阁千里光
太鲁阁千里光（学名：Senecio tarokoensis）为菊科黄菀属下的一个种。其种加词“tarokoensis”意为“台灣花蓮縣太鲁阁的”。